# Brug 1884
Brug 1884 is een vaste brug in Amsterdam Nieuw-West.
Ze is gelegen in de wijk De Aker en vormt de verbinding tussen het Ecuplein enerzijds en de Pesetalaan en Eurokade anderzijds in de Geldwijk. Ze overspant daarbij een ringsloot om het Ecuplein. Net als de nabijgelegen Lirabrug dateert de brug van het eind van de jaren negentig, toen de Akerpolder werd volgebouwd. De brug is een betonnen plaat tussen twee betonnen landhoofden/walkanten en is dus grijs. De balustrades, ook al grijs, hellen op de brug enigszins naar binnen. De brug kent alleen een scheiding tussen voetgangers en ander verkeer. Aan de zuidkant van de brug voeren twee trappen naar de betonnen oevers.
Hoe onopvallend de brug is, zo opvallend is het kunstwerk Kubuspoort dat de brug siert; het geeft de brug het uiterlijk van een oude stadspoort.

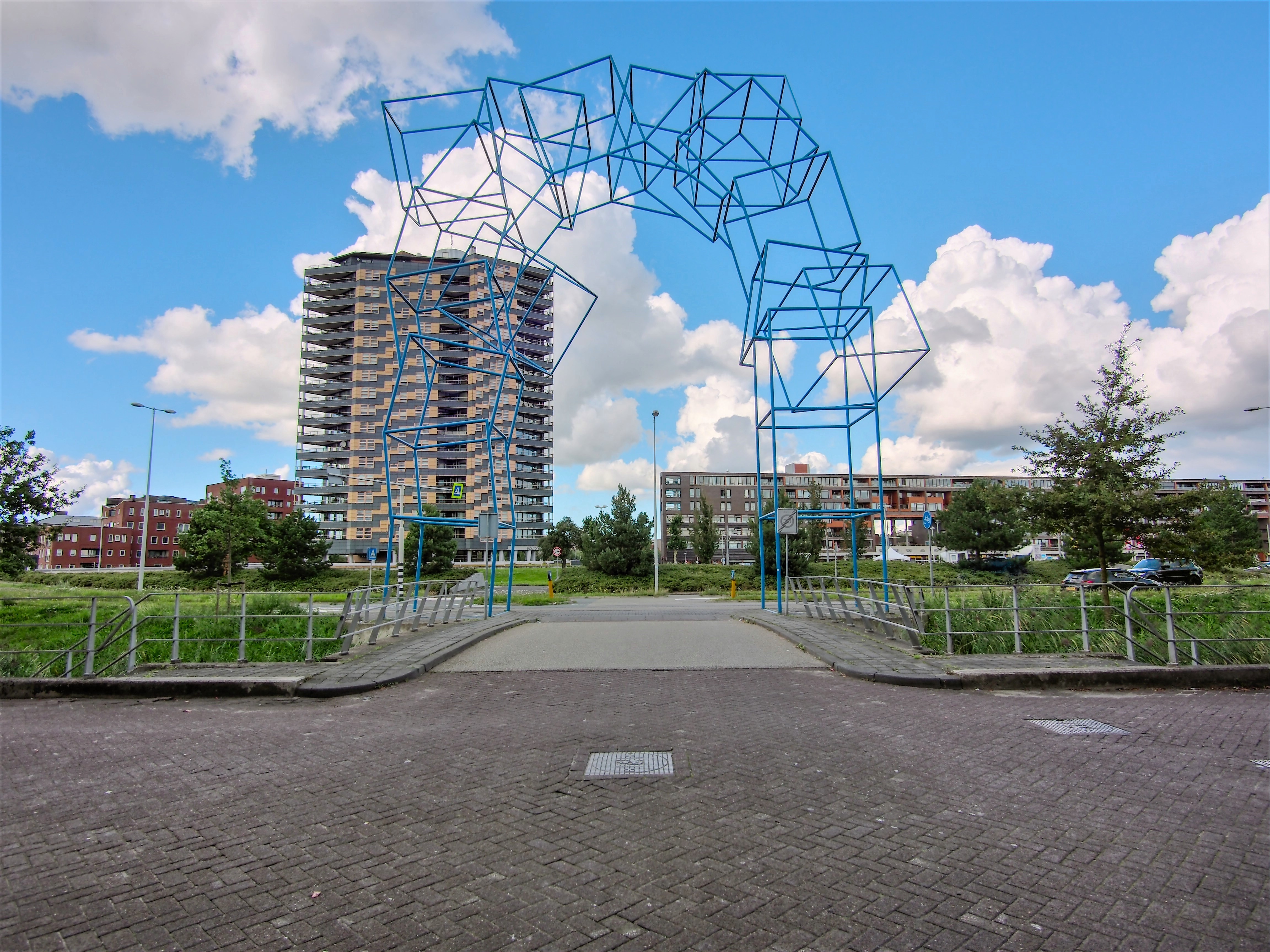
Idee van stadspoort

<<< · 1800 · 1801 · 1802 · 1803 · 1804 · 1805 · 1806 · 1807 · 1808 · 1809 ·  1810 · 1811 · 1812 · 1813 · 1814 · 1815 · 1816 · 1818 · 1819 · 1820 · 1821 · 1822 · 1823 · 1824 · 1826 · 1827 · 1828 · 1829 · 1830 · 1831 · 1832 · 1833 · 1834 · 1835 · 1836 · 1837 · 1838 · 1839 · 1840 · 1841 · 1842 · 1843 · 1844 · 1845 · 1846 · 1847 · 1848 · 1849 · 1850 · 1851 · 1852 · 1853 · 1854 · 1855 · 1856 · 1857 · 1858 · 1859 · 1860 · 1861 · 1862 · 1863 · 1864 · 1865 · 1866 · 1867 · 1868 · 1869 ·  1870 · 1871 · 1872 · 1873 · 1874 · 1875 · 1876 · 1877 · 1879 ·  1880 · 1881 · 1882 · 1883 · 1884 · 1885 · 1886 · 1888 · 1889 · 1890 · 1891 · 1892 · 1893 · 1894 · 1895 · 1896 · 1897 · 1898 · 1899 · >>>
Brugnummers 1817, Brug 1819, 1820, 1825, 1878, 1887  zijn niet (meer) vergeven.